# 연분 9등법
연분 9등법(年分九等法)은 조선 세종 때 실시한 조세 제도로, 토지세에 토지 1결당 풍흉에 따라서 최저 4두에서 최고 20두를 납부하는 조세 제도이다.

## 내용
풍흉의 정도에 따라 
상상년 20두
상중년 18두
상하년 16두
중상년 14두
중중년 12두
중하년 10두
하상년 8두
하중년 6두 
하하년 4두

## 같이 보기
- 영정법
- 대동법
- 균역법
- 도조법
- 타조법